# Bangana sinkleri
Bangana sinkleri är en fiskart som först beskrevs av Fowler, 1934.  Bangana sinkleri ingår i släktet Bangana och familjen karpfiskar. IUCN kategoriserar arten globalt som otillräckligt studerad. Inga underarter finns listade.